# Bogdan Żurowski
Bogdan Żurowski (ur. 7 lipca 1970 w Darłowie) – polski piłkarz grający na pozycji pomocnika.